# Popowo

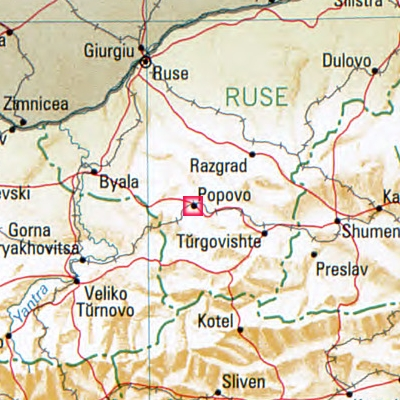
Popowo in Bulgarien – Nachbarorte: Rasgrad, Bjala, Gorna Orjachowiza, Targowischte, Opaka, Kotel, Sliwen, Preslaw, Schumen, Dulowo

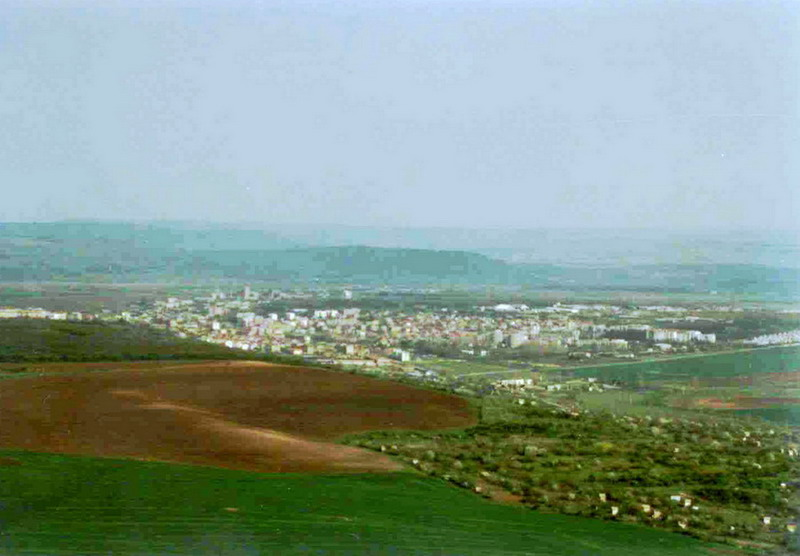
Blick auf Popowo, von Nordwesten

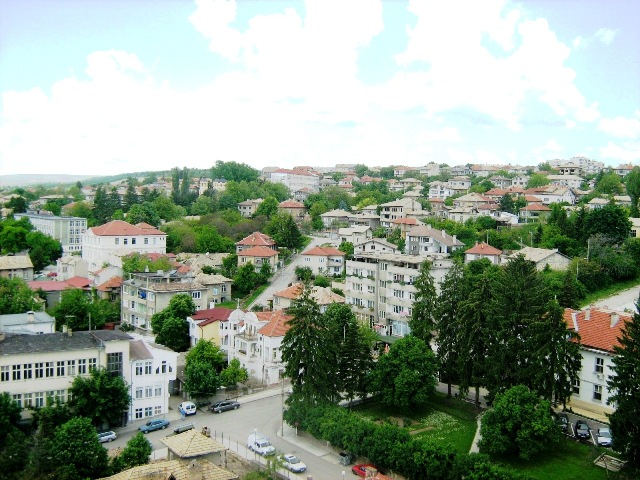
Das Zentrum von Popowo

Popowo (bulgarisch Попово) ist eine Stadt in der Oblast Targowischte im Nordwesten Bulgariens. Die Stadt ist Verwaltungszentrum der Gemeinde Popowo und nach Targowischte die zweitgrößte Stadt in der Oblast Targowischte.

## Geografie
Die Stadt liegt wie ein Amphitheater am Fluss Popowska reka, der auch Popowski Lom oder Kalokotsch Dere genannt wird, auf zwei Hügeln zu beiden Seiten des Flusses und im Tal. An Popowo grenzen die Gebiete der Dörfer Gagowo, Kardam, Medowina und Palamarza.
Der nördliche Teil der Stadt ist auf dicken Schichten Kies und Sand errichtet.
In der weiter entfernten Vergangenheit war die Stadt in einige Stadtviertel unterteilt, deren Grenzen heute jedoch völlig verwischt wurden.
In der Nähe der Stadt, bei den Dörfern Kowatschewez und Palamirza liegt die höchste Stelle der Region, der Berg Kalakotsch (488 m). Er ist der dritthöchste Punkt der Donautiefebene.

### Verkehrsanbindung
Popowo hat gute Verkehrsanbindungen, da es inmitten eines Dreiecks liegt, das von folgenden Straßen gebildet wird: der E-85 (Landstraße Nr. 5: Weliko Tarnowo – Russe), der E-70 (Landstraße Nr. 2: Warna – Schumen – Russe) und der E-772 (Landstraße Nr. 4: Weliko Tarnowo – Targowischte – Schumen – Warna).
Die Entfernungen zu den größten benachbarten Städten und zur Hauptstadt sind:
- Targowischte – 36 km;
- Weliko Tarnowo – 75 km;
- Russe – 75 km;
- Rasgrad – 35 km;
- Opaka – 15 km;
- Gabrowo – 115 km;
- Wraza – 175 km;
- Sofia – 300 km.

Bis nach Russe, wo die Giurgiu-Russe-Freundschaftsbrücke den Grenzübergang nach Rumänien darstellt, sind es 77 km.
Bis vor kurzem verlief die Bahnlinie Sofia – Warna direkt am Stadtrand; jetzt wurde der Verlauf der Bahntrasse etwas abgeändert. Zwischen dem Stadtzentrum und dem Stadtteil Sejatschi verläuft die Bahnlinie Sofia – Warna. Die Expresszüge Sofia – Warna halten nicht in der Stadt, jedoch alle übrigen Züge.
Popowo ist das Zentrum der Busverbindungen, die die meisten Dörfer der Gemeinde bedienen und in die benachbarten Städte fahren. Die Busse werden vom ehemaligen städtischen Bustransportunternehmen und weiteren kleinen Busunternehmen betrieben. Der Busbahnhof liegt beim Bahnhof.

## Geographie
In Popowo herrscht ein gemäßigtes Kontinentalklima. Die Winter sind kalt und es gibt starke Schneeverwehungen. Das Frühjahr beginnt ungefähr Mitte März, wenn die Lufttemperatur nachhaltig über 5 °C liegt. Im Frühjahr dringen von Südwesten und Westen feuchte Luftmassen ein. Trotz der relativ großen Höhe über dem Meeresspiegel und der Nähe zum Balkangebirge sind die Sommer gewöhnlich heiß und meist trocken. Die Stadt wird dann von Luftmassen tropischen Ursprungs erreicht. Die mittlere Höchsttemperatur im Juli ist 28,8 °C und im August 28,6 °C. Bei starker Erwärmung erreichen die Höchsttemperaturen 41 bis 42 °C. Die Niederschläge sind insgesamt nicht ausreichend. Ihr Maximum liegt zu Beginn des Sommers. Im Juli und August, gelegentlich auch im September, kommt es zu Dürreperioden. In der Region überwiegen Westwinde. Jedoch herrscht ungefähr an 50 % der Tage Windstille.

## Bevölkerung
Vor dem Sieg über die Osmanen (Russisch-Osmanischer Krieg von 1877 bis 1878) war der überwiegende Teil der Bevölkerung türkisch. Kurzzeitig lebten im Dorf auch Tataren, die 1864 umgesiedelt wurden. Nach dem Russisch-Osmanischen Krieg von 1828 bis 1829 begann die dauerhafte Besiedlung durch die Bulgaren aus der Region des Balkangebirges. 1898 überwog die bulgarische Bevölkerung bei weitem. Ein großer Teil der bulgarischen Bevölkerung wurde 1882 umgesiedelt.
Heute überwiegt in Popowo die bulgarische Bevölkerung, wobei es auch Türken gibt, sowohl Roma, die aus den benachbarten Dörfern umgesiedelt sind. Der größte Teil der Roma lebt heute in einem eigenen Stadtviertel, das sogenannte Roma-Stadtviertel.
| Jahr | 1880 | 1892 | 1900 | 1910 | 1926 | 1934 | 1946 | 1956  | 1965  | 1975  | 1982  | 1992  | 2001  | 2007  |
| --- | ---- | ---- | ---- | ---- | ---- | ---- | ---- | ----- | ----- | ----- | ----- | ----- | ----- | ----- |
| Einwohnerzahl | 1148 | 1461 | 2103 | 2974 | 4866 | 5225 | 6525 | 10597 | 16497 | 19420 | 23000 | 19995 | 18067 | 17671 |
| Anmerkung: Nach 1965 wurden zu den Einwohnern von Popowo auch die Bewohner der neuen Stadtviertel Newski und Sejatschi dazugerechnet |      |      |      |      |      |      |      |       |       |       |       |       |       |       |

### Religion

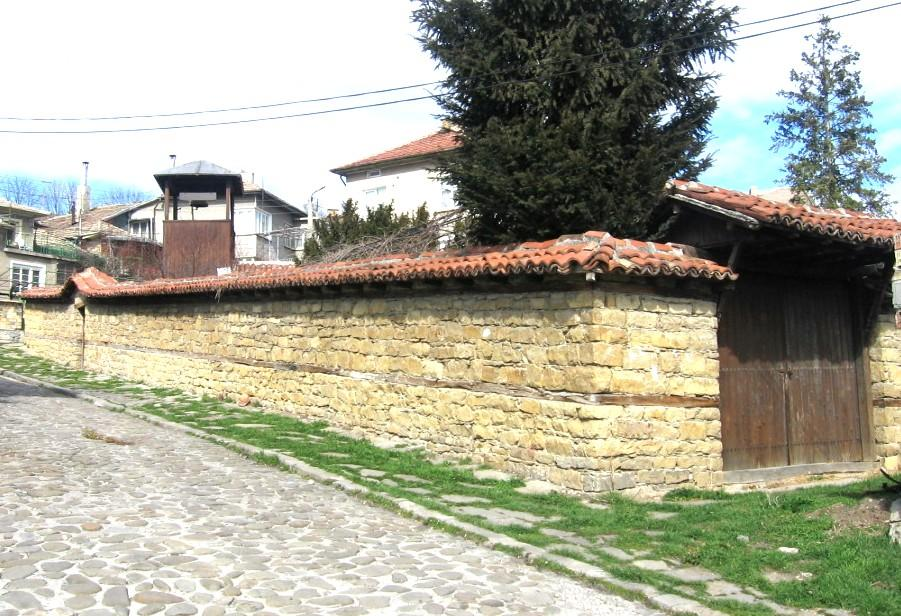
Die „Alte Kirche“ in Popowo – „Sweti Archangel Michail“

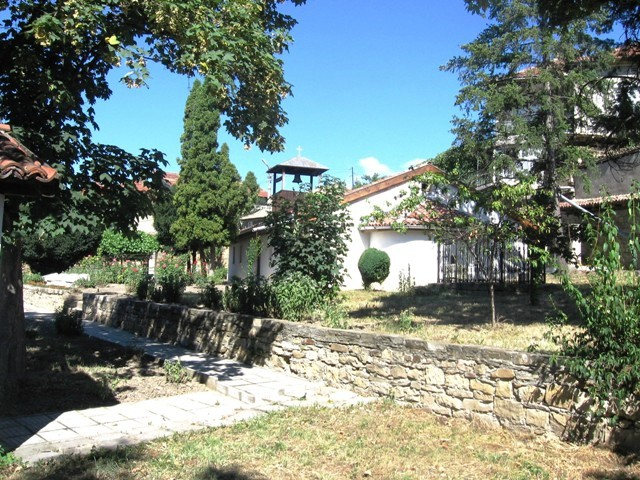
Die „Alte Kirche“ in Popowo

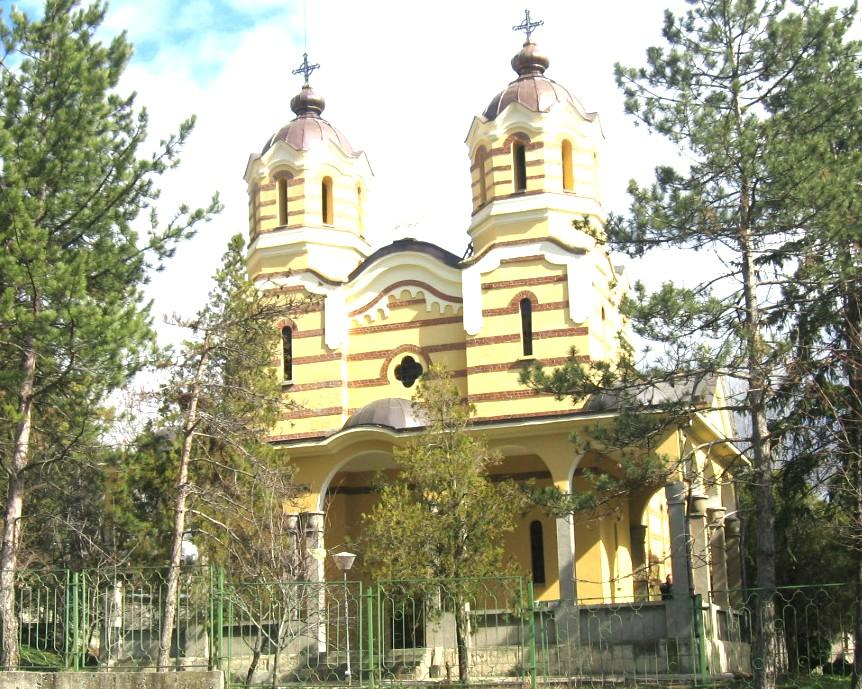
Die neue Kirche in Popowo – „Uspenie Bogorodiza“

Die Stadt ist vorwiegend christlich, während die umliegenden Dörfer eine kompakte moslemische Bevölkerung haben (Türken und bulgarische Moslems) haben, sowie Roma, die teils dem christlichen Glauben, teils dem moslemischen Glauben anhängen.
In Popowo gibt es zwei Orthodoxe Kirchen: die 1863 fertiggestellte Kirche „Sweti Archangel Michail“, die auch als „Alte Kirche“ bekannt ist, und die Kirche „Uspenie Bogorodiza“ mit Fresken von Nikola Marinow, Nikola Ganuschew und Zanko Wasilew. Der Baubeginn war 1908, fertiggestellt wurde sie nach einer Unterbrechung erst 1931.
Kurz vor Weihnachten 2007 wurde die Restaurierung und Auffrischung der Fresken abgeschlossen. Am 9. März 2008 wurde die Kirche erneut von Neofit, dem Metropoliten von Russe, geweiht.

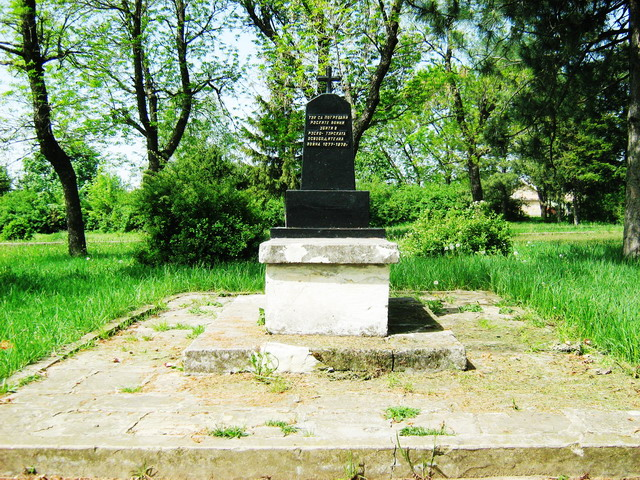
Denkmal für die im Sommer 1877 gefallenen russischen Soldaten beim Kampf um das Dorf Aslan

Im Hof der alten Kirche sind die Grabsteine der gefallenen russischen Soldaten und Offiziere erhalten, die 1877 während des Russisch-Osmanischen Krieges (1877–1878) im Kampf um Swetlen gefallen sind.
Im Stadtpark gibt es eine orthodoxe Kapelle „Roschdestwo na Presweta Bogorodiza“, die 1908 erbaut wurde und in den 1990er Jahren mit Spenden der Bevölkerung aus Popowo restauriert wurde.
Im Roma-Stadtviertel ist ein umgebautes Moschee-Haus in Betrieb. Für die Moslems in Popowo wird auch das Gebäude des ehemaligen „Haus des Lehrer“ verwendet, das vormals die türkische Schule war. Das Gebäude steht in der Nähe des Sommertheaters.

## Geschichte

### Frühgeschichte, Antike, Mittelalter
In der Region Popowo gibt es drei prähistorische Siedlungshügel aus der Kupfersteinzeit (Chalkolithikum, Äneolithikum). Ein Siedlungshügel liegt nordwestlich der Stadt, ein anderer im Stadtviertel Newski und ein dritter im Stadtviertel Sejatschi. Weiterhin gibt es 9 thrakische Hügelgräber aus der Römerzeit.
Die Hügelgräber verteilen sich auf zwei Nekropolen. Die meisten wurden jedoch bereits durch Raubgrabung von Schatzsuchern zerstört.
Auf den Grabhügeln wurden auch Spuren von Gebäuden aus der Antike und dem Mittelalter gefunden.
Südöstlich einer ehemaligen Schweinemastanlage von Popowo finden sich die Überreste der größten antiken Siedlung aus der römischen Epoche in der Region Popowo. Westlich von Popowo, bei einer Wochenendhaussiedlung, wurden früher die Überreste einer kleinen mittelalterlichen Siedlung aus der Zeit des Ersten Bulgarischen Reiches entdeckt.

### Bis zur Unabhängigkeit Bulgariens 1878
Der heutige Name Popowo leitet sich von Pope (bulg. поп; Treeankription: Pop) ab, dem bulgarischen Wort für einen Priester der Orthodoxen Kirche. „-owo“ ist eine slawische Endung zur Bezeichnung von Ortsnamen.
Die hiesige Siedlung wurde erstmals 1555 in einem osmanischen Steuerregister (Tımar-Register) erwähnt. Dort tauchte der Ort unter dem Namen Kulfal fakach oder Ewrenos auf. Ewrenos Baj (auch: Gazi Evrenos, gestorben 1417) war der Namen des größten Grundbesitzers der Region – mit dem größten Immobilienbesitz (Waqf). Zu jener Zeit gehörte die Siedlung zum Sandschak Nikopol, da es zum Gerichtsbezirk (Kaza) von Rasgrad zählte.
Im osmanischen Steuerregister von 1573 wird der Ort unter dem Namen „Pop Alagjos“ (zu deutsch: Pope mit verschiedenfarbigen Augen – Anmerkung: im Sinne von Iris-Heterochromie) angegeben. Dieser Name bestand über einen langen Zeitraum fort.
Später trug der Ort den Namen Popkjoj. Auch unter dem Namen Kara Lom (zu deutsch: Schwarzes Lom) war der Ort bekannt.
Unmittelbar vor der Unabhängigkeit Bulgariens 1878 gehörte das Dorf Popkoj zur folgenden osmanischen Verwaltungseinheiten (beginnend mit der kleinsten administrativen Einheit):
- Nahiya Kara Lom,
- Kaza Rasgrad,
- Sandschak Rustschuk (heute Russe),
- Donau-Vilâyet (Tuna vilayeti)

Nach der Unabhängigkeit Bulgariens (mit der Umwandlung des Donau-Vilayets in das Fürstentum Bulgarien) gehörte das Dorf zuerst zum Kreis Rasgrad im Gouvernement Russe.

### Nach der Unabhängigkeit Bulgariens 1878
Während des Russisch-Osmanischen Krieges (1877 bis 1878) marschierten die russischen Truppen erstmals am 16. Juli 1877 in Popowo ein. Die endgültige Befreiung von der osmanischen Herrschaft brachte die Rustschuk-Brigade (die östliche Brigade) der Russischen Armee am 15. Januar 1878 für die ganze Region.
Danach überholte der Ort schnell die umliegenden Orte in ihrer wirtschaftlichen Entwicklung. In Popowo wurden Balkandschi-Bulgaren (eine bulgarische Ethnie aus dem Balkangebirge) angesiedelt, die aus den Gemeinden Gabrowo, Weliko Tarnowo, Elena, Drjanowo, Trjawna und Gorna Orjachowiza umgesiedelt wurden, um in Popowo die ausgesiedelte türkische Bevölkerung zu ersetzen.
Weitere Umsiedler (in geringere Zahl) kamen aus den Gemeinden Schumen, Sliwen und Lowetsch.
1880 wurde Popowo zum Kreiszentrum (bulg. околийски център) erklärt. Anfangs umfasste es 48 Dörfer. Am 10. Juni 1883 wurde Popowo per Dekret des bulgarischen Fürsten zur Stadt erklärt.

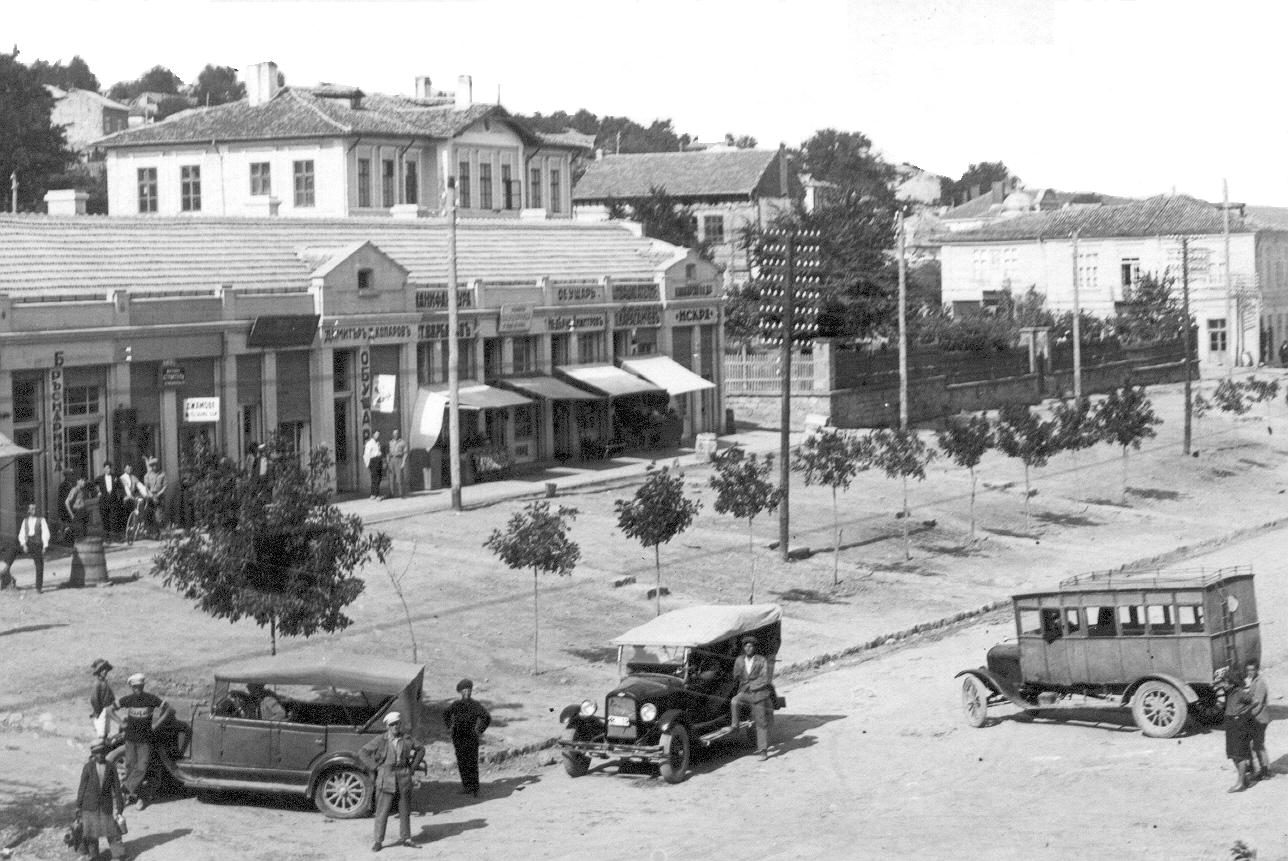
Popowo um 1930

Den größten wirtschaftlichen Aufschwung erlebt die Stadt, nachdem die Bahnlinie Sofia-Warna in unmittelbarer Nähe der Stadt verlegt wurde. 1899 wurde der Bahnhof in Popowo eröffnet. Damit stieg die Stadt zum landwirtschaftlichen, wirtschaftlichen und Handelszentrum der Region auf. In den 1920er und 1930er Jahren entstanden hier eine Fabrik zum Pressen von Sonnenblumenöl, zwei Ziegeleien wurden zu Keramikfabriken ausgebaut, Mühlen, eine Strickerei, eine Farbenfabrik, eine Druckerei und ein Verlag, eine Fabrik für Erfrischungsgetränke, eine Zigarettenfabrik und viele kleinere Betriebe der Leichtindustrie.
1904 wurde die Bulgarische Landwirtschafts-Kreditbank gegründet und 1919 die Populjarna Banka.
Die Elektrifizierung der Stadt begann 1926. Im Dezember 1926 wurde die erste elektrische Straßenbeleuchtung in Betrieb genommen.
In Popowo wurde der größte Viehmarkt in ganz Nordostbulgarien abgehalten. Nach 1947 wurden fast alle größeren und wichtigeren Betriebe nach Targowischte verlagert, um auch dort eine Basis für die Industrialisierung zu schaffen.

### Zwischen 1944 und 1989

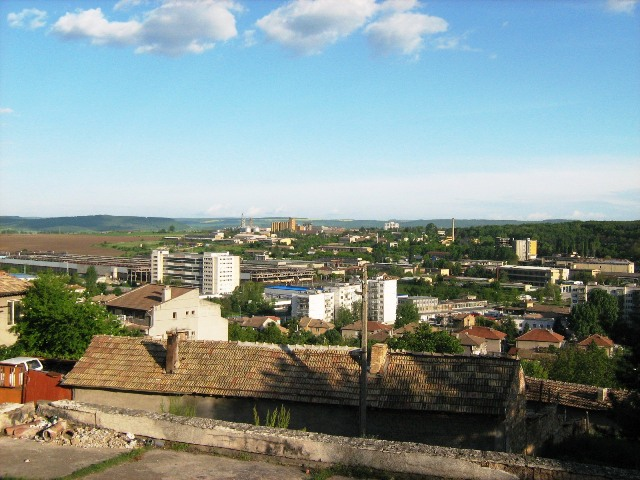
Das östliche Industriegebiet in Popowo

Nach der kommunistischen Machtergreifung in Bulgarien (1944) und der Verstaatlichung der Privatbetriebe, wurden schrittweise eine Vielzahl von Industriebetrieben errichtet.
1971 wurden die Stadtviertel „Sapad“ und „Rusalja“ neu errichtet. Ebenfalls 1971 wurden die beiden benachbarten Dörfer Newski und Sejatschi in die Stadt eingemeindet und zu Stadtvierteln von Popowo.
Die Betriebe der Stadt litten bis 1990 ständig unter Arbeitskräftemangel, weshalb die Bevölkerungszahl beständig durch Migration aus den umliegenden Dörfern wuchs.
Nach einer Serie stärkerer Erdbeben im Winter 1986 musste der größte Teil der öffentlichen Gebäude und der Betriebe ausgebessert oder verstärkt werden. Ein beträchtlicher Teil der Wohngebäude, besonders im Norden und Süden der Stadt, mussten wegen Einsturzgefahr abgerissen werden und wurden durch neue ersetzt.

### Nach 1989

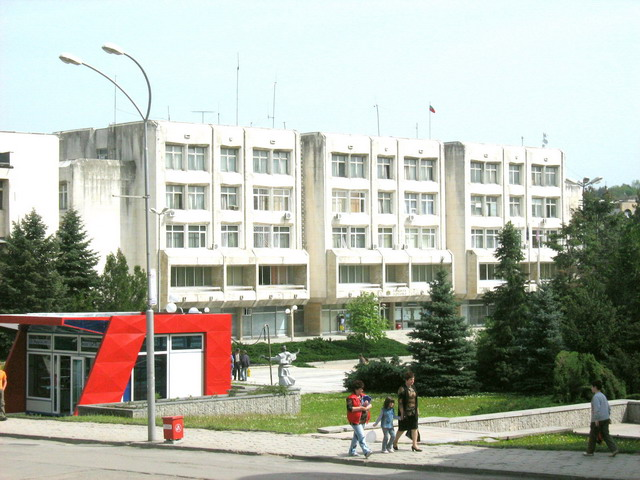
Der zentrale Platz in Popowo

Nach der Wende in Bulgarien 1989 zerfiel auch das wirtschaftliche und militärische Bündnis der sozialistischen Länder (RGW und Warschauer Pakt). Die schnelle und nicht immer erfolgreiche Privatisierung der Staatsbetriebe in Popowo, und in ganz Bulgarien, hatte zur Folge, dass letztendlich die meisten Betriebe in Popowo eingestellt wurden. Zumal der Außenhandel zusammenbrach, da sich der Hauptabnehmer der Produktion, die zerfallende Sowjetunion, in einer tiefen Krise befand.
Etwas später erfasste auch die Betriebe, die für den militärischen Bedarf produzierten, eine schwere und anhaltende Krise.
Die Arbeitslosigkeit stieg stark an und danach fiel die Bevölkerungszahl der Stadt, da eine Abwanderung in die größeren Industriestädte Bulgariens und ins Ausland einsetzte. Die Schrumpfung der Bevölkerung wurde teilweise durch den Zuzug aus den umliegenden Dörfern kompensiert.
Seit 2009 ist die Stadt Namensgeber für den Popovo Saddle auf Smith Island in der Antarktis.

## Kultur- und Bildungseinrichtungen

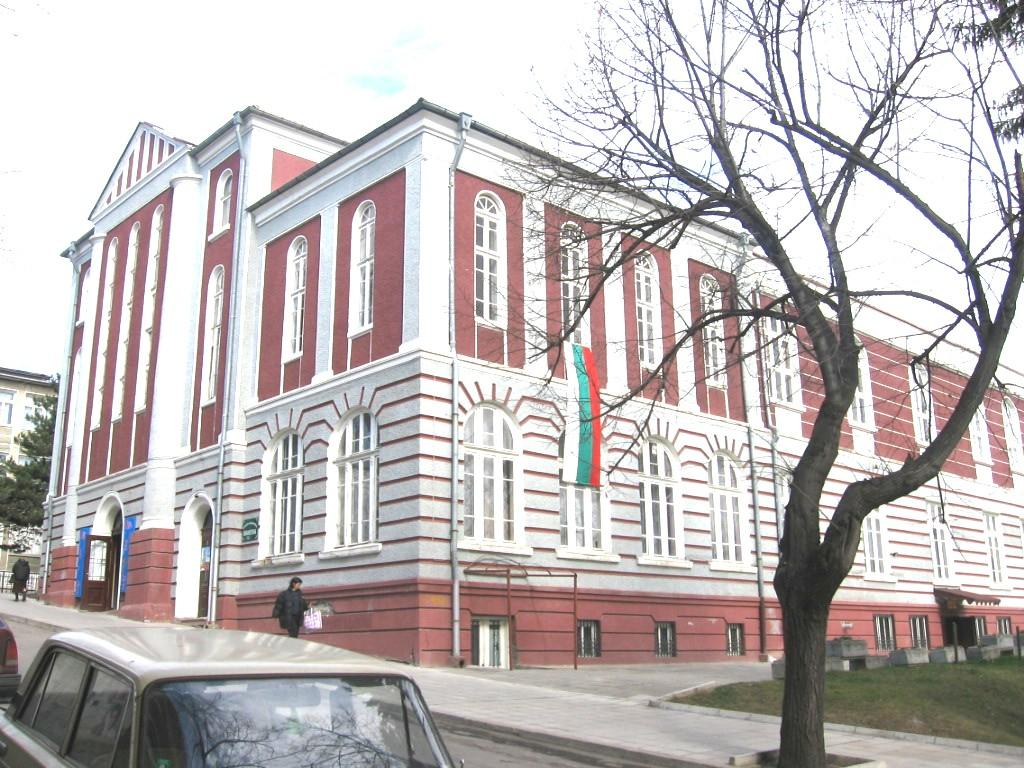
Tschitalischte Kyrill und Method in Popowo

In Popowo gibt es 6 Kindergärten, 3 Grundschulen, 3 Gymnasien.
In der Gemeinde Popowo gibt es 33 Tschitalischtes, welche in Bulgarien eine Art Kulturhaus mit Bibliothek darstellen.
Die Tschitalischte Kyrill und Method ist die größte Tschitalischte in Popowo. Sie wurde 1891 gebaut. Ihr ist eine Musikschule angeschlossen.

## Städtepartnerschaften
- Câmpulung (Rumänien),
- Lüleburgaz (Türkei),
- Negotino (Mazedonien),
- Saraisk (Russland),
- Arsamas (Russland),
- Waloschyn (Belarus),
- Makariw (Ukraine, westlich von Kiew)